# Дронго великий
Дронго великий (Dicrurus paradiseus) — вид горобцеподібних птахів родини дронгових (Dicruridae).

## Поширення
Вид поширений в Південній та Південно-Східній Азії від Індії та Шрі-Ланки до острова Хайнань і Калімантану. Мешкає у тропічних низовинних та передгірних лісах на висоті до 1200 м над рівнем моря.

## Опис

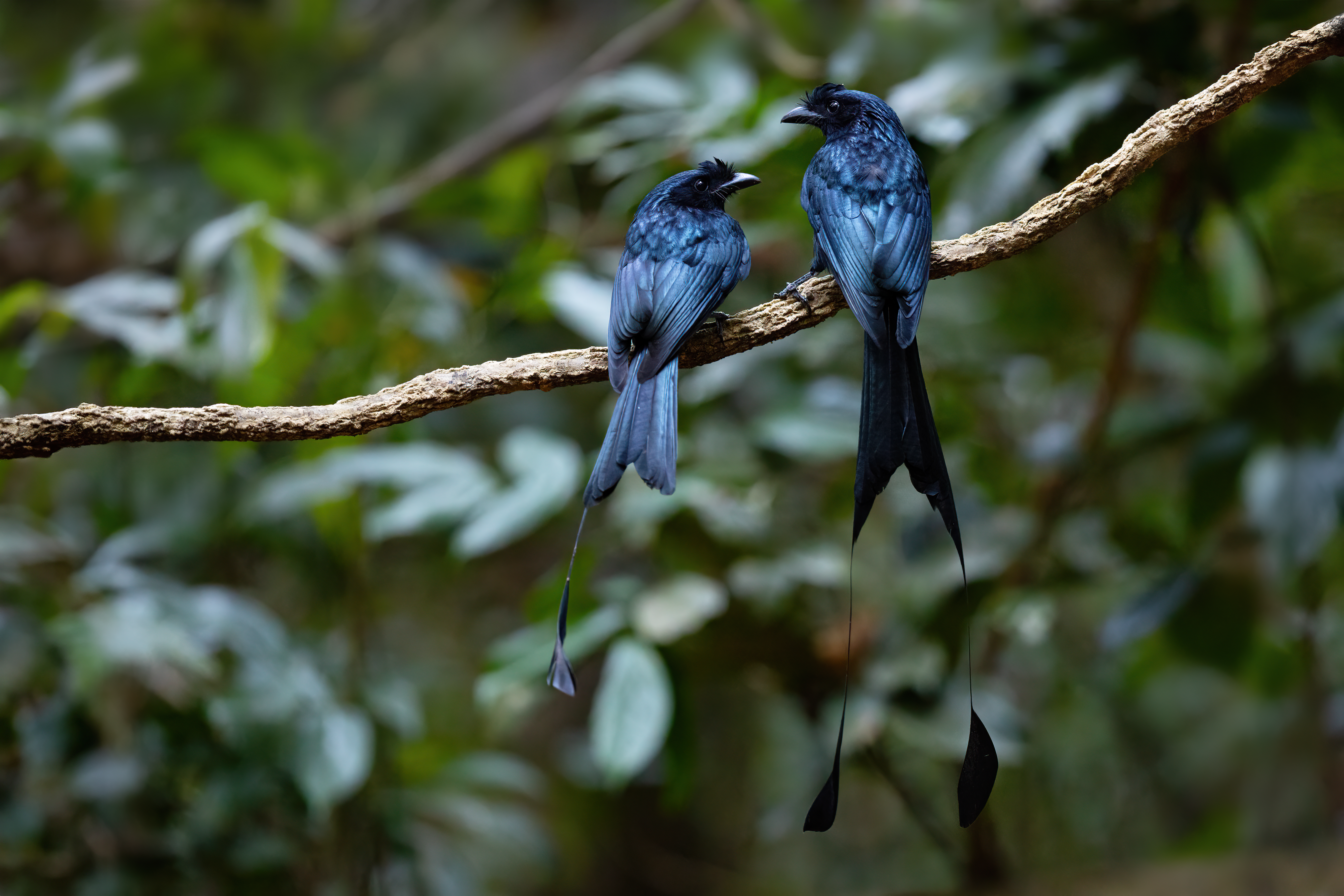
D. paradiseus, Ламдонг, В'єтнам

Птах завдовжки 30—35 см, ще 35 см займає довгий хвіст. Вага 74—124 г. Це птах з міцною і стрункою зовнішністю, великою округлою головою, конусоподібним і міцним дзьобом, досить довгим, широким і злегка зігнутим донизу, із зачепленим кінчиком, короткими ногами, довгими крилами й досить довгим хвостом. На лобі є пучок еректильного пір'я. На хвості є два дуже довгих ниткоподібних пера з ракетками на кінчиках. Оперення глянцево-чорне синюватого відтінку. Дзьоб і ноги чорнуватого кольору. Очі можуть бути темно-карими, червонувато-коричневими або червоними залежно від підвиду.

## Спосіб життя
Трапляється парами або поодинці. Харчується комахами, їх личинками та іншими безхребетними, які знаходяться на землі, в польоті або серед гілок та листя дерев та кущів. Також поїдає дрібних хребетних, зерно, ягоди, нектар. Моногамні птахи. Сезон розмноження триває з другої половини березня по липень, починається кількома тижнями раніше на півдні ареалу. Обидва партнери співпрацюють у будівництві гнізда, висиджуванні яєць та батьківському піклуванні. Чашоподібне гніздо будує серед гілок дерев. У гнізді 2—4 яйця. Пташенята залишають гніздо приблизно на трьох тижнях життя, але самостійними стають лише через місяць.

## Підвиди
Таксон містить 13 підвидів:
- Dicrurus paradiseus grandis (Gould, 1836) — найбільший підвид з дуже блискучими горловими бородами, широко поширений у північно-західній частині ареалу від південних схилів Гімалаїв до В'єтнаму;
- Dicrurus paradiseus rangoonensis (— від Декана до Аннама через Бенгалію, північний схід Індії, центральну Бірму, північ Таїланду та центральний Лаос;
- Dicrurus paradiseus paradiseus (Linnaeus, 1766) — номінальний підвид, широко поширений на півдні Індійського півострова, в Бірмі, Таїланді та Індокитаї;
- Dicrurus paradiseus johni (Hartert, 1902) — ендемік острова Хайнань;
- Dicrurus paradiseus ceylonicus Vaurie, 1949 — ендемік Шрі-Ланки;
- Dicrurus paradiseus otiosus (Richmond, 1902) — ендемік Андаманських островів;
- Dicrurus paradiseus nicobariensis (Baker, 1918) — ендемік Нікобарських островів;
- Dicrurus paradiseus hypoballus (Oberholser, 1926) — поширена в центрі-півдні Малайського півострова;
- Dicrurus paradiseus platurus Vieillot, 1817 — поширений на півдні Малайського півострова, на Суматрі та на прилеглих менших островах;
- Dicrurus paradiseus microlophus (Oberholser, 1917) — ендемік деяких островів Південно-Китайського моря (Тіоман, Анамбас і Натуна);
- Dicrurus paradiseus brachyporus (Bonaparte, 1850) поширений на Борнео та Лауті;
- Dicrurus paradiseus banguey (Chasen & Kloss, 1929) — ендемік островів Бламбанган і Банггі;
- Dicrurus paradiseus formosus (Cabanis, 1851) — поширений на Яві та Балі.